# Corimelaena marginella
Corimelaena marginella är en insektsart som beskrevs av William Sweetland Dallas 1851. Corimelaena marginella ingår i släktet Corimelaena och familjen glansskinnbaggar. Inga underarter finns listade i Catalogue of Life.